# Eaton (Indiana)
Pour les articles homonymes, voir Eaton.
Eaton est une ville du township d'Union dans le comté de Delaware en Indiana aux États-Unis.
Sa population était de 1 595 habitants en 2020.